# Cavonus niger
Cavonus niger är en skalbaggsart som beskrevs av Blackburn 1888. Cavonus niger ingår i släktet Cavonus och familjen Dynastidae. Inga underarter finns listade.